# Sixten Damm
Ernst Sixten Damm, född 16 februari 1899 i Särna, död 1 december 1977 i Ekerö, var en svensk tonsättare.
Damm bedrev studier vid Musikkonservatoriet i Stockholm, för Melcher Melchers samt i Paris. Bland Damms tonsättningar märks en pianokonsert samt kammarmusik, mestadels i klassisk stil.